# CAMPUSonline
CAMPUSonline ist ein Informationsmanagementsystem für österreichische sowie deutsche Universitäten und Hochschulen, das an der Technischen Universität Graz seit 1998 entwickelt und kontinuierlich erweitert wird. Seit 2004 wird dieses Hochschulinformationssystem – Campus-Management-System – auch an anderen österreichischen Universitäten eingesetzt, seit 2008 auch an ausländischen Universitäten.

## Funktionsumfang
CAMPUSonline dient einerseits zur Präsentation aller Daten der jeweiligen Universität aus den Bereichen Lehre und Forschung, wobei diese auch für anonyme Nutzer zur Verfügung stehen. Andererseits dient es zur Bearbeitung der Daten, da alle Angehörigen der Universität (Bedienstete und Studierende) einen identifizierten Zugang zu diesem System haben, sowie auch Bewerber und Alumni. Unterstützt wird der gesamte Student Life Cycle von der Bewerbung bis zur Abschlussprüfung.
Sämtliche für die Administration von Lehre und Forschung relevanten Daten werden in einer zentralen Datenbank gespeichert und stehen somit für alle Abfragen und Bearbeitungsvorgänge online – d. h. aktuell aus der Datenbank generiert – zur Verfügung.
Das mehrsprachige Hochschulinformationssystem CAMPUSonline umfasst unter anderem:
- Bewerbung und Zulassung
- Personen, Funktionen
- Organisationen
- Gebäude, Räume
- Studierendenevidenz
- Studienpläne, Studienangebot
- Lehrveranstaltungen
- Prüfungsverwaltung
- Forschungsdokumentation
- Veröffentlichungen
- Umfragen, Evaluierungen, Diskussionsforen
- Terminkalender
- Anbindungen an LDAP-Server, SAP, Aleph-Server, Mailserver und externe Systeme
- Unterstützung der digitalen Signatur, SMS-Service bei Alarmen, Parkplatzschrankensteuerung etc.

## Technologie
Das System arbeitet momentan (Stand 2022) nur mit einer Oracle-Datenbank, denn es wurde ursprünglich hauptsächlich in PL/SQL geschrieben. Auch wenn neue Teile jetzt in Java entwickelt werden, wird es bis zu einer Datenbankunabhängigkeit noch länger dauern.

## Anwender
40 Universitäten und Hochschulen verwenden das Hochschulverwaltungssystem von CAMPUSonline, darunter staatliche und private Universitäten und Hochschulen verschiedener Fachbereiche. Rund 500.000 Studenten und insgesamt über 638.000 Benutzer verwenden das System von CAMPUSonline, jährlich werden auch über 3 Millionen Prüfungen abgewickelt. Zu den Anwendern zählen Bedienstete, Studienbewerber, Studierende und Absolventen der Universitäten.

### Österreichische Universitäten
- Akademie der bildenden Künste Wien
- Anton Bruckner Privatuniversität Linz
- Donau-Universität Krems
- Medizinische Universität Graz
- Medizinische Universität Innsbruck
- Medizinische Universität Wien
- Montanuniversität Leoben
- Musik und Kunst Privatuniversität der Stadt Wien
- Technische Universität Graz
- Universität Graz
- Universität für Bodenkultur Wien
- Universität für künstlerische und industrielle Gestaltung Linz
- Universität für Musik und darstellende Kunst Graz
- Universität für Musik und darstellende Kunst Wien
- Universität Mozarteum Salzburg
- Universität Salzburg
- Veterinärmedizinische Universität Wien

### Deutsche Universitäten
- RWTH Aachen
- Universität Bayreuth
- Universität Heidelberg
- Universität zu Köln
- Leuphana Universität Lüneburg
- Technische Universität München
- Universität Stuttgart
- Universität Witten/Herdecke

### Fachhochschulen
- CAMPUS 02 Fachhochschule der Wirtschaft
- FH JOANNEUM
- FH Wien der WKW
- Hochschule Esslingen

### Pädagogische Hochschulen
- Private Pädagogische Hochschule Augustinum
- Pädagogische Hochschule Burgenland
- Kirchliche Pädagogische Hochschule – Edith Stein
- Pädagogische Hochschule Kärnten
- Private Pädagogische Hochschule der Diözese Linz
- Pädagogische Hochschule Niederösterreich
- Pädagogische Hochschule Oberösterreich
- Pädagogische Hochschule Salzburg
- Pädagogische Hochschule Steiermark
- Pädagogische Hochschule Tirol
- Pädagogische Hochschule Vorarlberg
- Hochschule für Agrar- und Umweltpädagogik Wien
- Kirchliche Pädagogische Hochschule Wien/Krems
- Pädagogische Hochschule Wien

## Organisation
2022 arbeiteten an der TU Graz 120 Mitarbeiter an der Software. Die Weiterentwicklung und Finanzierung erfolgt durch Kooperationsverträge mit den teilnehmenden Universitäten. Die Entwicklung steht allen gleichermaßen zur Verfügung, der Kostenbeitrag hängt aber von der Anzahl der Studierenden an der Einrichtung ab. In der Regel zwei Mal im Jahr finden Usergroup-Treffen statt, bei der die Kooperationspartnerinnen Vertreter zum Erfahrungsaustausch entsenden. Ort der Veranstaltung ist abwechselnd Graz und eine andere Partner-Universität. Arbeitsgruppen erarbeiten Vorgaben für die Planung der nächsten Erweiterungen. Der lokale Support erfolgt durch die IT-Abteilungen der jeweiligen Uni.

## Auszeichnungen
- 2003: EUNIS-Auszeichnung für hervorragende Leistungen in der Implementierung von Informationssystemen für Universitäten.
- 2004: ECTS-Label für die Technische Universität Graz, das von der Europäischen Kommission vergeben wird, aufgrund der technischen Umsetzung in CAMPUSonline. Dieses Qualitätssiegel bürgt für die optimale Anerkennung von Studien- und Prüfungsleistungen, die für die Durchführung von Austauschprogrammen entscheidend ist.
- 2006: Diploma-Supplement-Label für die Universität Graz, ebenso von der Europäischen Kommission vergeben, für die technische Umsetzung laut dem Bologna-Prozess (=Harmonisierung des europäischen Hochschulsystems), ebenfalls in CAMPUSonline implementiert.
- 2010: eGovernment Löwe der Bayerischen Staatsregierung für die Technische Universität München für die Anwendung Immatrikulation-Online in TUMonline/CAMPUSonline